# Bürokaufmann
Bürokaufmann oder Bürokauffrau ist ein staatlich anerkannter Ausbildungsberuf in Österreich. In Deutschland wurden die drei Büroberufe Bürokaufmann, Kaufmann für Bürokommunikation und Fachangestellter für Bürokommunikation per 1. August 2014 zum neuen Berufsbild Kaufmann für Büromanagement fusioniert. Das Tätigkeitsfeld ist vielfältig. So sind Bürokaufleute in nahezu allen Branchen anzutreffen, wobei sie immer wieder andere Aufgabenbereiche erfüllen. Vor allem der Einzug moderner Kommunikationssysteme in die Bürowelt machte eine grundsätzliche Reform der Büroberufe notwendig, so wurde der Beruf in Deutschland 1991 reformiert. 

## Ausbildung in Deutschland
2011 wurden in Deutschland 21.175 neue Ausbildungsverträge abgeschlossen. Auf der Rangliste der Ausbildungsberufe nach Neuabschlüssen in Deutschland stand Bürokaufmann damit auf Rang 3. Der Beruf ist eine klassische Frauendomäne. 2010 lag der Frauenanteil bei Ausbildung und Berufsausübung in den DACH-Ländern zwischen 71 und 80 Prozent. 
Die Ausbildung zu Bürokaufleuten wird wie viele andere Ausbildungsberufe im dualen System, aber auch an berufsbildenden Schulen oder anderen überbetrieblichen Trägern absolviert. Sie gliedert sich in betriebliche und schulische Ausbildung. Es besteht die Berufsschulpflicht, die ein- bis zweimal pro Woche oder im Kastensystem, also mehrere Tage hintereinander besucht wird.

### Betriebliche Ausbildung

#### Anforderungen
Die Anforderungen für die Ausbildung zu Bürokaufleuten sind vom jeweiligen Ausbildungsbetrieb abhängig. Zum Beispiel legen größere Betriebe auch viel Wert auf Kenntnisse in Englisch, Französisch oder Spanisch als Fremdsprache und andere wiederum nicht. Grundsätzlich hat der Beruf keinen Mindestausbildungsgrad, meistens wird jedoch die Mittlere Reife oder die Fachhochschulreife vorausgesetzt.

#### Tätigkeiten
Die Tätigkeiten der Bürokaufleute sind zumeist stark abhängig von der Abteilung, in der sie eingesetzt werden (Einkauf, Verkauf, Buchhaltung, Personalwesen usw.). Ebenso sind branchenspezifische Aufgabenbereiche zu unterscheiden. Sie sind meist auf die EDV-Systeme fixiert. Diese Systeme werden benutzt, um einen besseren Überblick auf die Warenbestände zu haben und zur Kommunikation mit anderen Firmen und Kunden etc.
Neue Aufgabengebiete finden Bürokaufleute auch im Marketing. Vor allem in großen Unternehmen übernehmen sie die Koordination von Werbemitteln, erteilen Aufträge zur Produktion von Werbespots und sorgen für Kundenzufriedenheit in Customer Care Centern. Um ihre vielseitigen Aufgaben effizient erledigen zu können, müssen sich Bürokaufleute gut in der Handhabung der aktuellen Hard- und Software auskennen.

#### Ausbildungsvergütung
| Ausbildungsjahr | monatliche Vergütung (2013) |
| --------------- | --------------------------- |
| 1               | 483–772 EUR                 |
| 2               | 565–836 EUR                 |
| 3               | 684–915 EUR                 |

### Schulische Ausbildung

#### Anforderungen
In der Berufsbildenden Schule erwirbt der Auszubildende die berufsspezifischen theoretischen Kenntnisse. Im Allgemeinen legen Ausbildungsbetriebe bei folgenden Fächern Wert auf gute Noten (geordnet nach Bedeutung):
- Bürowirtschaft
- Textverarbeitung
- Rechnungswesen
- Deutsch
- Wirtschaftsfächer (je nach Schulart kann das Betriebswirtschaftslehre oder auch Wirtschaftskunde sein)
- Organisationslehre
- Sozialkunde

Der Anteil an Hauptschulabsolventen, die einen Ausbildungsplatz in diesem Beruf erhalten, schrumpft von Jahr zu Jahr. Der Großteil der auszubildenden Bürokaufleute hat den Mittleren Bildungsabschluss, was sich aufgrund deren Vorbildung positiv auf die Abbrecher- und Durchfallquote bei Abschlussprüfungen auswirkt. Nach wie vor selten in diesem Ausbildungsberuf sind Schulabsolventen mit Hochschulreife (Abitur) beziehungsweise Fachhochschulreife (Fachabitur).
Aufgrund der Vorbildung von Schulabgängern mit Mittlerem Bildungsabschluss wird die Ausbildung von drei Jahren manchmal auf zweieinhalb, oft auch auf zwei Jahre, verkürzt.

#### Tätigkeiten
Die wichtigsten in der Berufsschule unterrichteten Fächer sind:
- Rechnungswesen (Buchführung mit Bilanz und Kontenbuchung sowie der Kosten- und Leistungsrechnung)
- Bürowirtschaft
- Wirtschafts- und Sozialkunde
- EDV: hier hauptsächlich Tabellenkalkulation und Textverarbeitung
- Handelswesen
- Marketing

#### Abschlussprüfung
Der Beruf des Bürokaufmanns beziehungsweise der Bürokauffrau ist der einzige Beruf in Deutschland, der entweder bei der Handwerkskammer (HWK) oder bei der Industrie- und Handelskammer (IHK) absolviert werden kann. Die Fächer Rechnungswesen, Bürowirtschaft sowie Wirtschaftslehre und EDV sind zugleich die Abschlussprüfungsfächer. Die Abschlussprüfung besteht aus einer fachtheoretischen- und fachpraktischen Prüfung.
Die theoretische Prüfung wird zuerst absolviert, geprüft wird man in Rechnungswesen, Wirtschaftslehre, Bürowirtschaft und EDV, die Antwortweise erfolgen bei ersteren zwei im Multiple-Choice-Verfahren, EDV hingegen wird am PC direkt absolviert. Die schriftlichen Prüfungen werden jedoch immer mehr von Multiple Choice zu offenen Fragen umgewandelt.
Die praktische Prüfung wird etwa fünf Wochen nach der theoretischen Prüfung abgelegt. Dabei sitzt ein Prüfungskomitee der HWK oder IHK, von denen man geprüft wird. Es werden zwei unterschiedliche Themenbereiche als Aufgabe gestellt, zwischen denen sich der Prüfling entscheiden muss, daraufhin hat er etwa 20 Minuten Überlegungszeit, um sich mit der Aufgabe auseinanderzusetzen. Das Prüfungskomitee wird im Anschluss Fragen zur gestellten Aufgabe an den Prüfling richten. Mit erfolgreichem Abschließen der praktischen Prüfung endet die Ausbildung offiziell.

## Ausbildung in Österreich
Die dreijährige Ausbildung erfolgt ebenfalls im dualen Ausbildungssystem an den entsprechenden Berufsschulen und bei Lehrbetrieben aller Branchen sowie auch Institutionen der öffentlichen Verwaltung. Wie in Deutschland bieten viele berufsbildende Schulen ähnliche Ausbildungen an. Nach dem Gesetz reicht als schulische Voraussetzung die Absolvierung der neunjährigen Schulpflicht. Die meisten erfolgreichen Bewerber haben jedoch eine Hauptschule und/oder Polytechnische Schule abgeschlossen.
Die Ausbildungsinhalte und Anforderungen ähneln denen in Deutschland. Österreichische Lehrlinge erlernen die Grundaufgaben und -tätigkeiten von Büroorganisation und auch der Kundenbetreuung. Je nach Ausbildungsbetrieb oder -institution werden unterschiedliche Schwerpunkte gesetzt, wie etwa Verwaltungsorganisation bei Lehre im öffentlichen Dienst. Bürokaufleute schließen mit der Lehrabschlussprüfung ab, die sich aus einem schriftlichen und mündlichen Teil zusammensetzt. Diese Prüfung gilt auch als Abschluss für die Lehre zum Verwaltungsassistenten. Verwandte Lehrberufe, wie Finanzdienstleistungskaufmann oder Versicherungskaufmann sowie viele andere Büro- und Verwaltungsberufe können mit verkürzter Lehrzeit absolviert werden.

## Weiterbildungsmöglichkeiten

### Deutschland
Ausgebildete Bürokaufleute haben die Möglichkeit, im Rahmen einer Aufstiegsfortbildung eine höhere kaufmännische Qualifikation beispielsweise zum Fachkaufmann, Fachwirt oder Betriebswirt zu erwerben. Man kann mit einer abgeschlossenen Berufsausbildung auch an Fachhochschulen in Österreich und der Schweiz studieren.

### Österreich
Die Weiterbildungsmöglichkeiten umfassen vor allem Angebote der fachspezifischen Weiterbildung in Kursform, wie Buchhaltung, Personalverrechnung oder Informations- und Kommunikationstechnologie (IKT).
Für Höherqualifizierungen an Kollegs, Fachhochschulen und Universitäten benötigt man für den Zugang meistens die Berufsmatura (Berufsreifeprüfung), die sich aus der Lehrabschlussprüfung und vier weiteren Prüfungen zusammensetzt. In Folge können akademische Abschlüsse wie Bachelor oder Master erworben werden.